# Закусило Валерій Васильович
Вале́рій Васи́льович Закуси́ло (27 жовтня 1987 — 18 січня 2020) — старший солдат Збройних Сил України, учасник російсько-української війни.

## Життєпис
Народився 1987 року у місті Сігулда (Латвія). До 1991 року мешкав у латвійському місті Вангажі. Після розлучення батьків разом із батьком повернувся на його батьківщину — у село Гуничі (Овруцький район, Житомирська область), де ходив до школи. Закінчив Житомирський агротехнічний коледж. Мешкав у місті Біла Церква (Київська область).
Під час війни спочатку проходив службу у 36-й окремій бригаді морської піхоти, а потім підписав контракт в 72-й бригаді. Старший солдат, номер обслуги кулеметного взводу роти вогневої підтримки.
18 січня 2020-го загинув від кульового поранення у голову внаслідок ворожого обстрілу в Попаснянському районі — біля села Оріхове увечері. Обстріл тривав понад півтори години — з гранатометів та стрілецької зброї із боку окупованого села Березівське.
22 січня 2020 року похований у Білій Церкві, на Алеї Слави кладовища «Сухий Яр», у місті оголосили День жалоби
Без Валерія лишилися батько Василь Степанович, мати (в Латвії), дві сестри (в Ірландії), дружина Гонтаренко (Закусило) Надія Володимирівна, дві сестри, дружина Надія та дві доньки — Анджеліна та Адель.

## Нагороди та вшанування
- Указом Президента України № 50/2020 від 11 лютого 2020 року, «за особисту мужність і самовіддані дії, виявлені у захисті державного суверенітету та територіальної цілісності України», нагороджений орденом «За мужність» III ступеня (посмертно)[3].
- Вшановується в меморіальному комплексі «Зала пам'яті», в щоденному ранковому церемоніалі 18 січня[4][5].